# Junne
Junne (52° 31′ N, 6° 29′ L) é uma vila dos Países Baixos, na província de Overijssel. Junne pertence ao município de Ommen, e está situada a 22 km, a noroeste de Almelo.
A área de Junne, que também inclui as partes periféricas da cidade, bem como a zona rural circundante, tem uma população estimada em 60 habitantes.